# استایرنبرگ
استایرنبرگ (به لاتین: Stierenberg) یک کوه در سوئیس است که در کانتون آرگاو واقع شده‌است. استایرنبرگ ۸۷۲ متر بالاتر از سطح دریا واقع شده‌است.